# Hendon
Pour les articles homonymes, voir Hendon (homonymie).

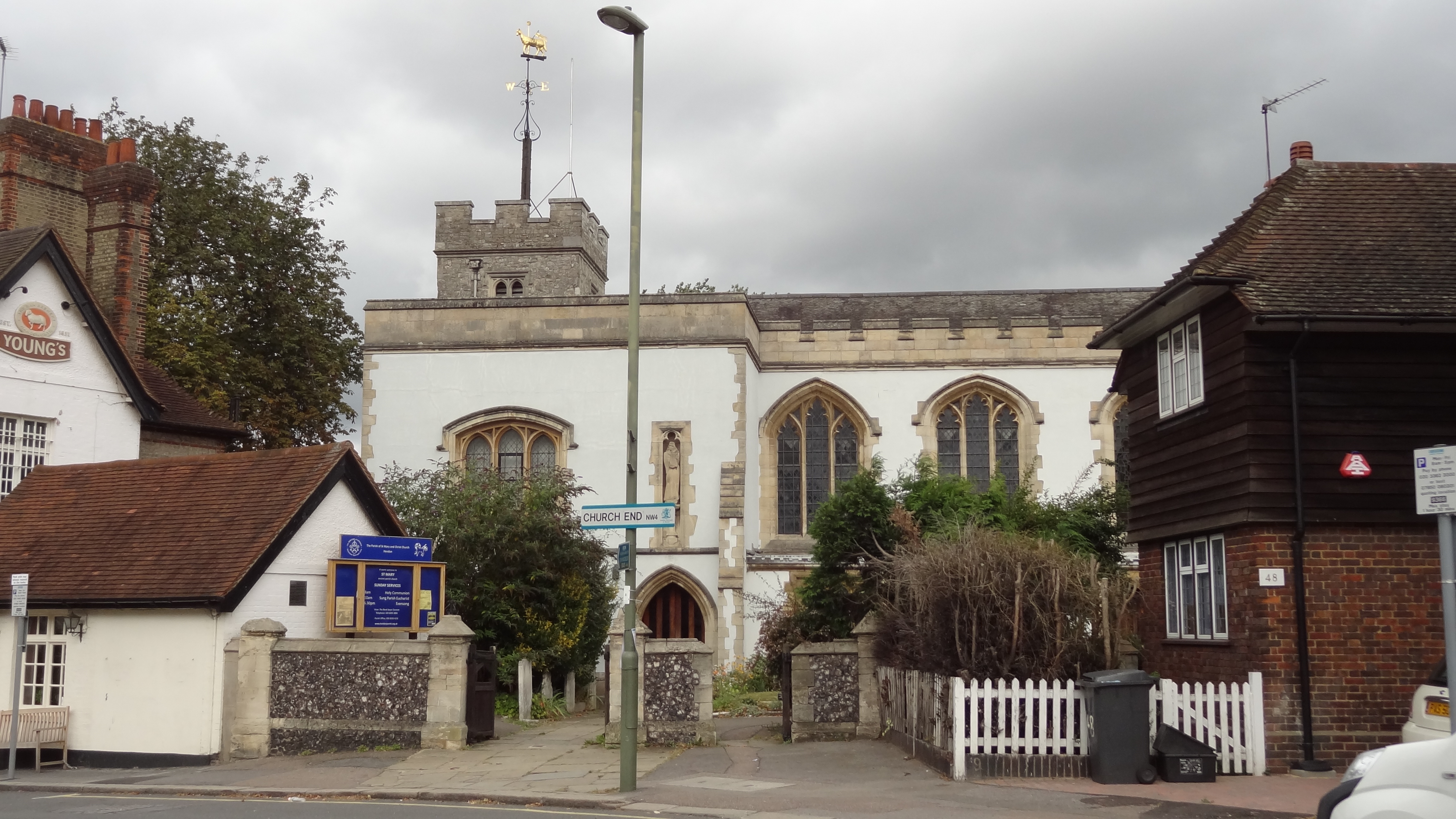
L'église paroissiale de Hendon, dédiée à Sainte-Marie.

Hendon est un quartier de Londres situé à environ 10 km au nord-ouest de Charing Cross, dans le Borough londonien de Barnet. Le quartier est le centre administratif du district.

## Histoire
Hendon est anciennement un Civil Parish du comté de Middlesex. Le nom d'origine, dérivé de Hendun signifiant la plus haute colline, est antérieur. Il existe même des preuves d'une colonie romaine découverte par la Société archéologique et d'autres organismes. 
Son église date des XVe et XVIe siècles, sur le site d'une église plus ancienne. Une curiosité de cette église est qu'elle n'est pas dédiée à Jean le Baptiste (quoiqu'elle possède une girouette en forme d'agneau portant drapeau), mais à Sainte-Marie (St Mary's Church). Plusieurs personnalités sont enterrées dans le cimetière paroissial, notamment Thomas Stamford Raffles, fondateur et gouverneur de Singapour, et Herbert Chapman, footballeur et entraîneur de football.
Le métro, à Golders Green, est arrivé en 1907. En 1924, Hendon a gagné sa propre station de métro, Hendon Central, avec l'extension de la Northern line cette année.
En 1910, Louis Blériot y ouvre une école d'aviation. 
En 1931, la paroisse civile de Edgware a été supprimée et son territoire rattaché à la grande paroisse civile de Hendon.
En 1932, l'hôtel de ville de Hendon est achevé selon sa structure actuelle. Il devient le centre administratif du district de Barnet lorsque celui-ci est constitué en 1965. En 1979, Margaret Thatcher y fait son premier discours comme Premier ministre du Royaume-Uni.
Au nord de Hendon, dans le district de Colindale, est situé le musée de la Royal Air Force, sur le site d'un ancien aérodrome.
C'est aussi à Hendon qui se trouve l'école de formation des officiers du Metropolitan Police Service (Hendon Police College (en)).